# 羅拔·格連
羅拔·保羅·格連（英語：Robert Paul Green，1980年1月18日—），出生於英格蘭徹特西，是一名已退役的職業足球員，司職守門員。

## 職業生涯

### 諾域治
格連出身於諾域治的青訓計劃，於1999年4月11日首次上陣，出席打吡在主場卡諾路球場對葉士域治，終賽成0-0，力保不失。當首席門將安迪·马绍尔在2001年夏季轉會他投後，格連順理成章坐穩諾域治門將的第一把交椅。
在2003-04年球季，格連成為诺里奇城升級英超的功臣。在2004年5月9日，諾域治以3-1擊敗克魯，取得甲組聯賽冠軍，下季獲升至英超作賽。因此格連在由諾域治球迷所選舉的「諾域治年度最佳球員」，格連排名僅次於「老大哥」克莱格·弗雷明和「前鋒殺手」 亨格比，獲得第三名。
格連在諾域治比賽，使他有機會向國家隊教練展示其實力。可惜諾域治在該季英超踢到第37週賽事還沒有決定哪支球隊需要降級。原先被看高一線的諾域治卻最後一場比賽中，作客迎戰富咸慘吞六隻光蛋，以排名尾二因而降級新成立的英冠聯。
諾域治降級後，格連一直被傳將加盟富咸以保著在英格蘭大軍其中一席位，但後來卻無疾而終。
雖然諾域治於2005-06球季降級英冠聯，格連仍然獲得信任留在英格蘭大軍中。同季季末，格連在作客錫周三賽前熱身時受傷，使他缺席餘下的比賽，稍後格連更承認在傷勢痊癒後，他選擇不上陣以確保身體狀況良好，以迎接即將舉行的世界盃決賽周。傳言愛華頓及樸茨茅夫有興趣來季收購格連，更令人相信格連會在新球季展開前離開諾域治。

### 西汉姆联
在2006年8月13日，诺里奇城在跟查爾頓談論格連的可能轉會安排。韋斯咸此時亦加入爭奪，在8月14日下午，诺里奇城同意格連轉會至韋斯咸，轉會費有附加條款可升到200萬英鎊。在 8月16日，格連簽署加盟韋斯咸的4年合約，並重遇前诺里奇城隊友艾殊頓。艾殊頓在2006年1月時以7百多萬英鎊加盟韋斯咸。

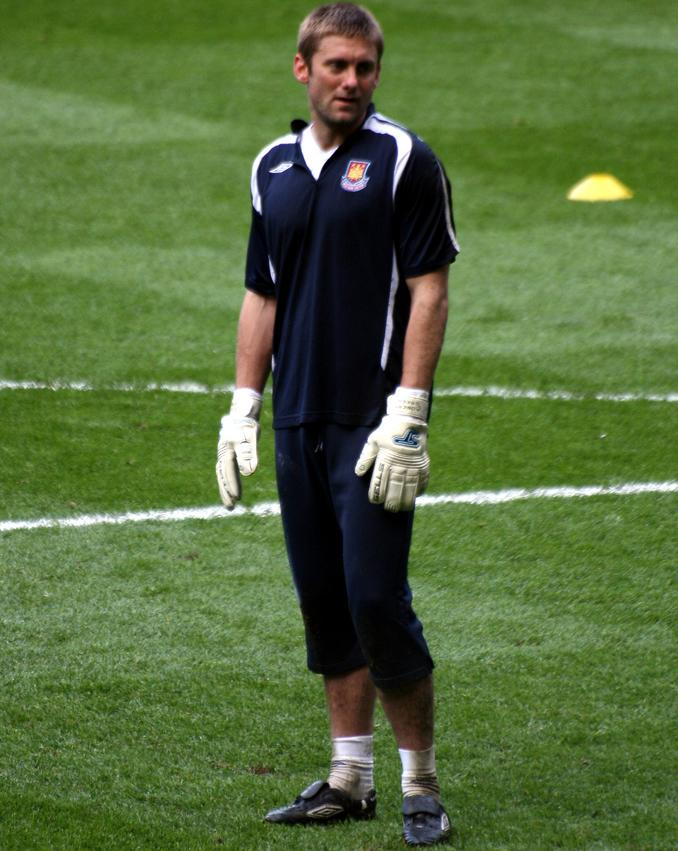
訓練中的格連

格連於2006年10月22日作客白鹿徑球場首次披上西汉姆联的球衣對熱刺，不幸以0-1落敗。
格連首次在主場代表西汉姆联在英超上陣是迎戰布力般流浪，並取代一向正選上陣的罗伊·卡罗尔（Roy Carroll，罗伊·卡罗尔正進行戒賭輔導）。在下半場將近完場時的90分鐘尼爾近門頭球攻勢，雖然格連飛身撲教成功化解將球撲出，但布力般流浪右中場賓特利乘虛而入射入追回的一球，但韋斯咸仍能以2:1取勝，打破連續12場不勝的局面。格連因此獲得領隊（Alan Pardew）歡心。
在2006年11月5日再次代表西汉姆联上陣迎戰阿仙奴。他救出罗宾·范佩西在上半場13分鐘的一個漂亮射門和下半場53分鐘，亨利的遠柱抽射，力保不失。後來在下半鐘89分鐘射入奠定勝局入球，令韋斯咸主場以1:0擊敗阿森纳。另外，韋斯咸難得在英超聯比賽中能保持清白之身。
在12月17日，曼聯作客烏普頓公園球場，韋斯咸在新任領隊古比士利的首場帶領下，在下半場75分鐘時，憑的射門，射成1比0直到完場。而格連則在上半場多次救出的射門，力保不守。下半場，及的抽射一一被格連救出，使格連能保持其清白之身。
在2007年4月7日，格連再度為韋斯咸把關，作客迎戰阿仙奴，阿仙奴在全場共28次射門14球命中龍門，但無一入球，反被（Bobby Zamora）一次偷襲打破阿仙奴大門，格連則為韋斯咸進行了十多次撲救，多次驚險射門均被化解。最終阿仙奴以0:1落敗於韋斯咸手上，韋斯咸打破阿仙奴在酋長球場不敗記錄，而格連在Sky Sports中的評分為10分，即滿分。賽後領隊古比士利大力讚賞格連的表現。4月28日，上場4月21日韋斯咸主場迎戰埃弗顿，保持其不敗身，但賽後發現其手指脫臼，幸好能在對韋根作客比賽中上陣，球隊以3球擊敗主隊及答謝球迷的背後支持。
在5月13日，英超最後一週比賽，正是護級生死戰，韋斯咸只要取得分數就能宣佈護級成功。賽前，很多人將韋斯咸與兩年前的諾域治比較。比賽中，（Carlos Tevez）射入一球，令球會作客領先曼聯一比零。後來，曼聯加強攻勢，換入基斯坦奴·朗拿度、傑斯及，但大部份攻門均被格連所撲救。令球隊及格連成為兩度擊敗曼聯、阿仙奴並保持不敗之身的守門員。賽後，隨即獲續約至2011年。
在9月2日的比賽中，格連因拖延時間吃下一張黃牌，後來把在禁區對方球員撲下，幸好沒有得到黃牌，對手得到点球，但被格連撲住了，力保清白之身，以3球淨勝雷丁，一報上季慘吞六蛋之仇。在10月27日，韋斯咸作客對樸茨茅夫，格連進行了四次撲救，及在95分鐘時救了一球十二碼，力保韋斯咸大門不失，結果以0-0完場。
在11月11日，作客打比郡為球隊堅守後防，球隊最終作客以5-0大勝。在11月25日，主場迎戰上季死敵熱刺，上半場韋斯咸領先一球，格連曾撲出罰球及多次射門。下半場格連未能撲出的頭球，熱刺扳平為1-1，在下半場加時2分鐘，主射十二碼，格連勇猛地救出十二碼，於今季再度救出十二碼，主場力保一分。

### 昆士柏流浪
2012年7月格連以自由身加盟昆士柏流浪，在季前熱身賽中接球時奶油手導致失球。

### 國際賽生涯
格連於诺里奇城在2004年獲取升級超級聯賽的陣中極具影響力，其出色表現令他獲召加入英格蘭，於2005年1月在美國出戰哥倫比亞時後補上場，是諾域治歷史上第6位穿上英格蘭三隻獅子球衣的球員。
格連獲選加入英格蘭的2006年世界盃大軍，但在世界盃前的5月25日代表英格蘭乙隊出戰白俄羅斯的熱身賽，格連下半場入替，在一次開球門球時不慎滑倒，讓對方的截到，輕易射入扳成1-1平手。賽後格連證實鼠蹊嚴重受傷，無法出席世界盃決賽周，其席位由利物浦的年青門將代替。除缺席世界盃外，格連在2006-07年賽季初亦無法上陣。
由於在韋斯咸最後十多場比賽表現神勇，獲英格蘭國家隊召喚至B隊，並在2007年5月25日對阿爾巴尼亞的大軍名單中。隨後，獲選入英格蘭大軍名單之一，將於6月1日迎戰巴西及欧洲足球锦标赛賽事。
格連在2008年3月因克里斯·柯克兰受傷而代替其入選在3月26日對法國的友誼賽。
但是英格蘭領隊法比奥·卡佩罗，沒有派格連上陣。在2007-08年英超聯賽季完結後，格連深知卡比路不會選其入友誼賽大軍名單。於是決定參與公益活動，攀登乞力马扎罗山籌款
格連在2010年世界盃對美國的賽事中面對丹普西的直線長射，卻因為奶油手讓球入網，導致英格蘭最後只以1-1賽和美國，被國民抨擊，更被卡比路貶到後備席。

## 外部連結
- 足球数据库：羅拔·格連的球员统计数据
- 韋斯咸官方網站 （页面存档备份，存于）
- 英格蘭足總：球員簡介 （页面存档备份，存于）
- ESPN soccernet：羅拔格連 Archive.today的存檔，存档日期2013-01-03
- 諾域治香港網站